# Lamotrigin

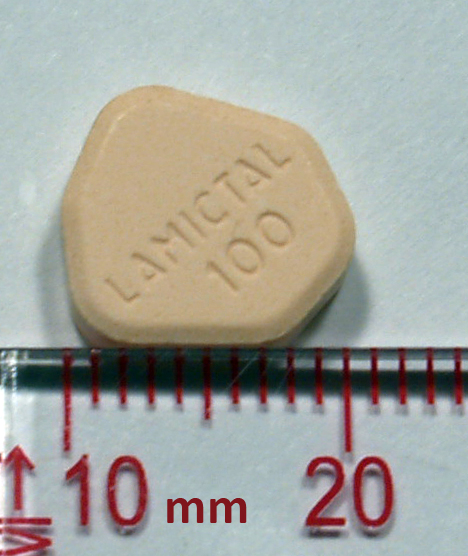
100 mg lamotrigin (Lamictal).

Lamotrigins molekylstruktur.

Lamotrigin är ett antiepileptikum som används vid epilepsi samt som stämningsstabiliserande vid vissa psykiska sjukdomar som bipolär sjukdom.
Läkemedlet framställdes ursprungligen av Glaxo Smith Kline under varunamnet Lamictal, men det är numera tillgängligt även i generisk form i och med utgånget patent.

## Verkningsmekanism
Verkningsmekanismen är inte helt känd, men studier har visat att lamotrigin verkar på natriumkanaler. Genom att dessa inhiberas blir inströmningen av Na+ till neuronen lägre och tröskelvärdet för aktionspotential uppnås inte lika spontant. När membranpotentialens fluktuationer hämmas kommer den epileptiska aktivitetens spridning att hämmas så att risken för epileptiska anfall minskar. Lamotrigin hämmar även frisättningen av glutamat i hjärnan, en signalsubstans som spelar en avgörande roll i utlösandet av epileptiska anfall.
Verkningsmekanismen för lamotrigin när det kommer till behandling av bipolär sjukdom är inte fastställd. Forskning visar på att lamotrigins verkan på natriumkanaler även här spelar en avgörande roll. Lamotrigin används normalt inte som en antidepressiv medicin vid depressiva skov vid bipolär sjukdom, utan fungerar som förebyggande behandling för framtida skov.

## Eventuella biverkningar
Biverkningar som kan förekomma hos patienter som behandlas med lamotrigin innefattar vanligtvis huvudvärk, yrsel, sömnighet, ataxi, dimsyn, illamående och aggressivitet. En allvarlig biverkning som kan orsakas av lamotrigin är Stevens-Johnsons syndrom, ett livshotande tillstånd som kan liknas vid en allergisk reaktion, med allvarliga hudutslag, sår och feber. Det är sällsynt att patienter drabbas av Steven-Johnsons syndrom, men risken ökar vid felaktig dos, för snabb dosökning eller felaktig kombination med liknande mediciner, till exempel valproat.